# Дюейнсбург (переписна місцевість, Нью-Йорк)
Дюейнсбург (англ. Duanesburg) — переписна місцевість (CDP) в США, в окрузі Скенектеді штату Нью-Йорк. Населення — 379 осіб (2020).

## Географія
Дюейнсбург розташований за координатами 42°45′48″ пн. ш. 74°8′0″ зх. д. / 42.76333° пн. ш. 74.13333° зх. д. (42.763301, -74.133336).  За даними Бюро перепису населення США в 2010 році переписна місцевість мала площу 6,59 км², з яких 6,34 км² — суходіл та 0,25 км² — водойми.

## Демографія
Згідно з переписом 2010 року, у переписній місцевості мешкала 391 особа в 161 домогосподарстві у складі 111 родини. Густота населення становила 59 осіб/км².  Було 175 помешкань (27/км²).
Расовий склад населення:
| - 97,2 % — білих - 1,0 % — чорних або афроамериканців - 0,8 % — азіатів |

До двох чи більше рас належало 1,0 %. Частка іспаномовних становила 5,9 % від усіх жителів.
За віковим діапазоном населення розподілялося таким чином: 22,0 % — особи молодші 18 років, 66,2 % — особи у віці 18—64 років, 11,8 % — особи у віці 65 років та старші. Медіана віку мешканця становила 40,8 року. На 100 осіб жіночої статі у переписній місцевості припадало 89,8 чоловіків;  на 100 жінок у віці від 18 років та старших — 89,4 чоловіків також старших 18 років.
Цивільне працевлаштоване населення становило 178 осіб. Основні галузі зайнятості: будівництво — 21,3 %, науковці, спеціалісти, менеджери — 17,4 %, інформація — 11,8 %, роздрібна торгівля — 9,6 %.